# Atlantisch orkaanseizoen 2024
Het Atlantisch orkaanseizoen 2024 is het Atlantisch orkaanseizoen van het jaar 2024. Het bevat een lijst van orkanen en tropische stormen die op het noordelijk halfrond voorkomen.

## Orkanen/tropische stormen
- Alberto (tropische storm)
- Beryl (orkaan)
- Chris (tropische storm)
- Debby (orkaan)

In totaal 18 tropische stormen en 11 orkanen.